# Kazalište u 1898.
◄◄ | ◄ | 1895. | 1896. | 1897. | 1898.  | 1899. | 1900. | 1901. | ► | ►►
Arhitektura • Astronomija • Biologija • Film • Fotografija • Glazba • Kazalište • Kemija • Kiparstvo • Knjige • Književnost • Kršćanstvo • Meteorologija • Medicina • Planinarstvo • Politika • Pravo • Promet • Slikarstvo • Strip • Šport • Znanost • Zrakoplovstvo • Željeznički promet
Kazalište u 1898.

## Hrvatska i u Hrvata

### Umjetnička djela
- Praizvedba baleta Bele Adamovića Čepinskog Jele.[1]

## Vanjske poveznice
|  | Zajednički poslužitelj ima još gradiva o temi Kazalište u 1898. |